# Thailändska ordnar och medaljer
Thailändska ordnar och medaljer efter europeiskt mönster har funnits sedan omkring 1850. Det thailändska ordensväsendet har ersatt ett äldre system av utmärkelser, i vilket olika slags föremål gavs av monarken som belöning för tjänster eller som rangtecken. Idag (2020) finns tolv ordnar, varav tre vilande, och fyra grupper av medaljer.

## Historik
Kungliga utmärkelser av något slag har utdelats i Thailand sedan Sukhothai-perioden (1240-talet till mitten av 1400-talet). Det är emellertid klart att vid tiden för Ayuthaya-perioden (1569-1767) var seden att  dela ut utmärkelser väl etablerad. Den äldsta befintliga kungliga skriften, kallad Lagen om de tre sigillen, kommer från denna period, och den hänvisar till utdelandet av olika föremål av den regerande kungen. Dessa tidiga utmärkelser var ett uttryck av tacksamhet för tjänster som gjorts till riket eller till den kungliga familjen, eller var ett kännetecken för rang för medlemmar av kungafamiljen och vissa ämbetsmän. De tog form av kronor, hattar, svärd, brickor, lådor, smyckade ramar, och även paraplyer och betelnötter. Efter att kungariket Thailand etablerade regelbunden kontakt med de europeiska staterna övertogs den europeiska formen av utmärkelser.
De första thailändska utmärkelserna av europeisk typ instiftades under Kung Mongkut, Rama lV (regeringstid 1851-1868). År 1847 utökade Rama IV lagen om de tre sigillen genom att skapa en bröststjärna eller Dthara för att äras på jackan. Dtharaen användes av kungen själv, och det fanns inget band till orden. Rama IV senare gav ut olika sorter av Dthara till släktingar som var hovtjänstemän eller generaler. Den här utmärkelsen gavs inget officiellt namn men kallades helt enkelt Dthara, som betyder "stjärna".
År 1850 reviderade Rama IV ytterligare Lagen om de tre sigillen och instiftade Thailändska vita elefantorden, The Most Exalted Order of the White Elephant, och Thailändska Kronorden, The Most Noble Order of the Crown of Thailand, som en utmärkelse för högt uppsatta ämbetsmän och utlänningar. Sedan instiftade han 1851 Thailändska orden av de nio ädelstenarna, Noparat som senare blev, i engelsk översättning, the Ancient and Most Auspicious Order of the Nine Gems. Ursprungligen var Noparat ett halsband från Ayuthaya-perioden som användes av kungen vid hans kröning som ett kännetecken för hans ämbete, men senare gav kungen en version av Noparat till medlemmar av den kungliga familjen. Noparat kunde bara tilldelas personer i den buddhistiska tron och de vanligaste mottagarna var medlemmar av den Kungliga familjen. Rama IV lät tillverka en speciell Noparat som han gav till Napoleon IV[källa behövs] av Frankrike. Detta är den enda Norparat som tilldelats någon utlänning. I efterhand kan man säga att Rama IV är de thailändska ordnarnas och medaljernas fader, eftersom han gav tog de första stegen mot ett belöningssystem av europeiskt snitt. Men det var hans efterträdare som förstärkte dessa första ansträngningar och lade grunden, från vilka moderna thailändska utmärkelser skulle ta sin nuvarande form.
Kung Chulalongkorn, Rama V (regeringstid 1868–1910) utfärdade det första kungliga dekretet om utmärkelser år 1879. Dekretet skisserade alla utmärkelser som fanns vid den tiden och ersatte Lagen om de tre sigillen som auktoritet för utmärkelser. Det angav också att utmärkelser skulle vara försedda med lämpliga band och utformade på europeiskt sätt. 1879 års dekret lade grunden för all nya utmärkelser som har utvecklats sedan dess. Vid den tiden kallades utmärkelser för ”regalier”, vilket senare ändrades till kungliga thailändska utmärkelser.

## Grupper av thailändska ordnar och medaljer
Thailand har tolv stycken kungliga ordnar med sammanlagt 36 klasser. Thailands ordnar är indelade i tre olika ordensgrupper. Ordnarna i ordensgrupp 3 är vilande och delas inte ut. Medaljer som är knutna till en orden ligger inte under ordensgrupperna utan under medaljgrupperna. Dessa medaljer benämns som en klass i orden fast de egentligen inte är det.
Thailands medaljer är indelade i fyra stycken olika medaljgrupper. De kungliga minnesmedaljerna i grupp 4 får bäras av statsanställda även om de inte deltog i det som genomfördes. Kröningsmedaljerna får således bäras fast mottagaren inte var på plats eller var med om själva kröningen, till skillnad mot till exempel Sverige där enbart de som deltagit i genomförandet har tilldelats en kunglig minnesmedalj.

## Ordensgrupper[1]
Nummer inom parentes ( ) anger i vilken ordning ordnarna och medaljerna ska bäras. Namn anges i de flesta fall på engelska.

### Ordensgrupp 1
- The Most Auspicious Order of the Rajamitrabhorn (1)

### Ordensgrupp 2
- The Most Illustrious Order of the Royal House of Chakri (2)
- The Ancient and Auspicious Order of the Nine Gems (3)
- The Most Illustrious Order of the Chula Chom Klao (4)
- The Honorable Order of Rama (6)
- The Most Exited Order of the White Elephant (7)
- The Most Noble Order of the Crown (8)
- The Most Admirable Order of the Direkgunabhorn (9)
- The Order of Symbolic Propitiousness Ramkeerati. (11) Scouternas hedersmedalj

### Ordensgrupp 3:Ordnar i denna grupp är vilande.
- Ratana Varabhorn Order of Merit. (5) Senast utdelad 14 April 1942.
- Vallabhorn Order. (10) Senast utdelad 1925.
- Vajira Mala Order. (12) Senast utdelad 1925.

## Medaljgrupper

### Medaljgrupp 1:Medaljer för tapperhet.
- Member of the Rama Mala Medal for Gallantry in Action of the Honourable Order of Rama. (37)
- Member of the Rama Mala Medal of the Honourable Order of Rama (38)
- Bravery medal with wreath (39)
- Bravery medal. (40)
- Victory medal – Indochina with flames (41)
- Victory medal – Indochina (42)
- Victory medal – World War II (43)
- Victory medal – Korean War with flames (44)
- Victory medal – Korean War (45)
- Victory medal – Vietnam War with flames (46)
- Victory medal – Vietnam War (47)
- Freemen safeguarding medal (1:st class) (48)
- Freemen safeguarding medal (2:nd class, 1:st category) (49)
- Rajaniyom – Medal for bravery of civilians (50)
- Ha campaign medal (1865–1890) (51)
- War medal of BE 2461 (1918) (52)
- Bitaksa Rathadharmnun – Safeguarding the Constitution Medal (53)
- Bitaksa Seri Chon - Freemen Safeguarding Medal (2:nd Class, 2:nd Category) (54)
- Shanti Mala - Medal for Calmness (55)

### Medaljgrupp 2:Medaljer för tjänster till staten.
- Dsuhdi Mala - Medal for Distinguished Services in Military Affair (Rajkarn Pandin) (56)
- Dsuhdi Mala - Medal for Distinguished Services in Arts and Sciences (Silpa Vidhya) (57)
- Medal for Service Rendered in the Interior (Indochina) (58)
- Medal for Service Rendered in the Interior (Asia) (59)
- Border service medal (60)
- Gold Medal (Sixth Class) of the Most Exalted Order White Elephant (61)
- Gold Medal (Sixth Class) of the Most Noble Order of Crown of Thailand (62)
- Gold Medal (Sixth Class) of the Most Admirable Order Direkgunabhorn (63)
- Silver Medal (Seventh Class) of the Most Exalted Order White Elephant (64)
- Silver Medal (Seventh Class) of the Most Noble Order of Crown of Thailand (65)
- Silver Medal (Seventh Class) of the Most Admirable Order Direkgunabhorn (66)
- Chakra Mala Medal - Medal for Long Service and Good Conduct (Military and Police) (67)
- Chakrabarti Mala Medal - Medal for Long Service and Good Conduct (Civil) (68)
- Saratul Mala Medal - Medal for Volunteer Force (Wild Tiger) (69)
- Pushpa Mala Medal - Medal for Technical Service (70)
- First Class of Boy scout commendation medal (71)
- Second Class of Boy scout commendation medal (72)
- Third Class of Boy scout commendation medal (73)
- First Class of Boy scout citation medal of Vajira (74)
- Second Class of Boy scout citation medal of Vajira (75)
- Third Class of Boy scout citation medal of Vajira (76)

### Medaljgrupp 3:Medaljer för förtjänster till de kungliga hushållet.
- King IV Mongkut´s Royal Cypher Medal (77)
- King Rama V Chilalongkorn´s Royal Cypher Medal (78)
- King Rama VI Vajiravudh´s Royal Cypher Medal (79)
- King Rama VII Prajadhipok´s Royal Cypher Medal (80)
- King Rama VIII Ananda Mahidol´s Royal Cypher Medal (81)
- King Rama IX Bhumibol Adulyadej´s Royal Cypher Medal (82)
- King Rama X Vajiralongkorn´s Royal Cypher Medal (83)
- King Chulalongkorn´s Rajaruchi Medal (84)
- King Vajiravudh´s Rajaruchi Medal (85)
- King Prajadhipok´s Rajaruchi Medal (86)
- King Bhumibol Adulyadej´s Rajaruchi Medal (87)
- King Vajiralongkorn's Rajaruchi Medal. (88)

### Medaljgrupp 4:Minnesmedaljer för olika tillfällen inklusive Röda korsets medaljer.
- Satabarsa Mala, Commemorative Medal on the Occasion of the Rattanakosin Centennial Celebration (89)
- Rachada Bhisek, Commemorative Medal on the Occasion of the Silver Jubilee Celebrations of H.M King Chulalonkorn´s Reign (90)
- Prabas Mala, Commemorative Medal of the Royal State Visits to Europe of H.M. King Chulalongkorn (91)
- Rajini Medal, Commemorative Medal of H.M Queen Saovabha Phongsri´s Investiture as Queen Regnant (92)
- Dvidhabhisek Medal, Commemorative Medal on the Occasion of the Accession to the Throne of H.M King Chulalongkorn´s as Two Times of H.M King Phra Phutthaloetla´s Reign (93)
- Rajamangala Medal, Commemorative Medal on the Occasion of the Accession to the Throne of H.M King Chulalongkorn´s as H.M King Ramathibodi II:s Reign (94)
- Rajamangala Bhisek Medal, Commemorative Medal on the Occasion of the Longest Reign Celebrations of the Accession to the Throne of H.M King Chulalongkorn (95)
- King Rama VI Coronation Medal (96)
- King Rama VII Coronation Medal (97)
- King Rama IX Coronation Medal (98)
- King Rama X Coronation Medal (99)
- Chai Medal, World war I victory medal (100)
- Commemorative Medal on the Occasion of the 150th Years of Rattanakosin Celebration (101)
- 25th Buddhist Century Celebration Medal (102)
- Commemorative Medal of the Royal State Visits to the United States of America and Europe of H.M King Bhumibol Adulyadej (103)
- Rachada Bhisek, Commemorative Medal on the Occasion of the Silver Jubilee Celebrations of H.M King Bhumibol Adulyadej´ss Reign. (104)
- Commemorative Medal of H.R.H Prince Maha Vajiralongkorn´s Investiture as Crown Prince. (105)
- Serving Free People Medal (106)
- Commemorative Medal on the Occasion of the Elevation of H.R.H Princess Sirindhorn Debaratanasud to the title of "H.R.H. Princess Maha Chakri Sirindhorn" (107)
- Commemorative Medal on the Occasion of the Rattanakosin Bicentennial Celebration (108)
- Commemorative Medal on the Occasion of the 50th Birthday Anniversary of H.M Queen Sirikit (109)
- Commemorative Medal on the Occasion of the 84th Birthday Anniversary of H.R.H Somdej Phra Srinagarindra Boromarajajonani (110)
- Commemorative Medal on the Occasion of the 60th Birthday Anniversary of H.M King Bhumibol Adulyadej (111)
- Commemorative Medal on the Occasion of the Longest Reign Celebrations of the Accession to the Throne of H.M King Bhumibol Adulyadej (112)
- Commemorative Medal on the Occasion of the 60th Birthday Anniversary of H.M Queen Sirikit (113)
- Commemorative Medal on the Occasion of the Golden Jubilee Celebrations of H.M King Bhumibol Adulyadej´s Reign (114)
- Commemorative Medal on the Occasion of the 6th Cycle Birthday Anniversary of H.M King Bhumibol Adulyadej (115)
- Commemorative Medal on the Occasion of the 72nd Birthday Anniversary of H.M Queen Sirikit (116)
- Commemorative Medal on the Occasion of the 60th Anniversary of the Accession to the Throne of H.M King Bhumibol Adulyadej (117)
- Commemorative Medal on the Occasion of the 7th Cycle Birthday Anniversary of H.M King Bhumibol Adulyadej (118)
- Commemorative Medal on the Occasion of the 60th Birthday Anniversary of H.R.H Prince Maha Vajiralongkorn (119)
- Commemorative Medal on the Occasion of the 60th Birthday Anniversary of H.R.H Princess Maha Chakri Sirindhorn (120)
- Commemorative Medal on the Occasion of the 84th Birthday Anniversary of H.M Queen Sirikit (121)
- Red Cross Medal of Merit (122)
- First Class (Gold Medal) of Red Cross Medal of Appreciation (123)
- Second Class (Silver Medal) of Red Cross Medal of Appreciation (124)
- Third Class (Bronze Medal) of Red Cross Medal of Appreciation (125)
- Thai Red Cross Medal of Appreciation (Special class) (126)
- Thai Red Cross Medal of Appreciation (1 class) (127)
- Thai Red Cross Medal of Appreciation (2 class) (128)